# 서위티
서위티(Saweetie, 1993년 7월 2일 ~ )는 미국의 래퍼이다. 제64회(2022) 그래미상 올해의 신인상 후보에 올랐다.

## 음반 목록

### 정규 음반
- Pretty Bitch Music (2022)

### EP
- High Maintenance (2017)
- Icy (2019)